# 香港上海滙豐銀行

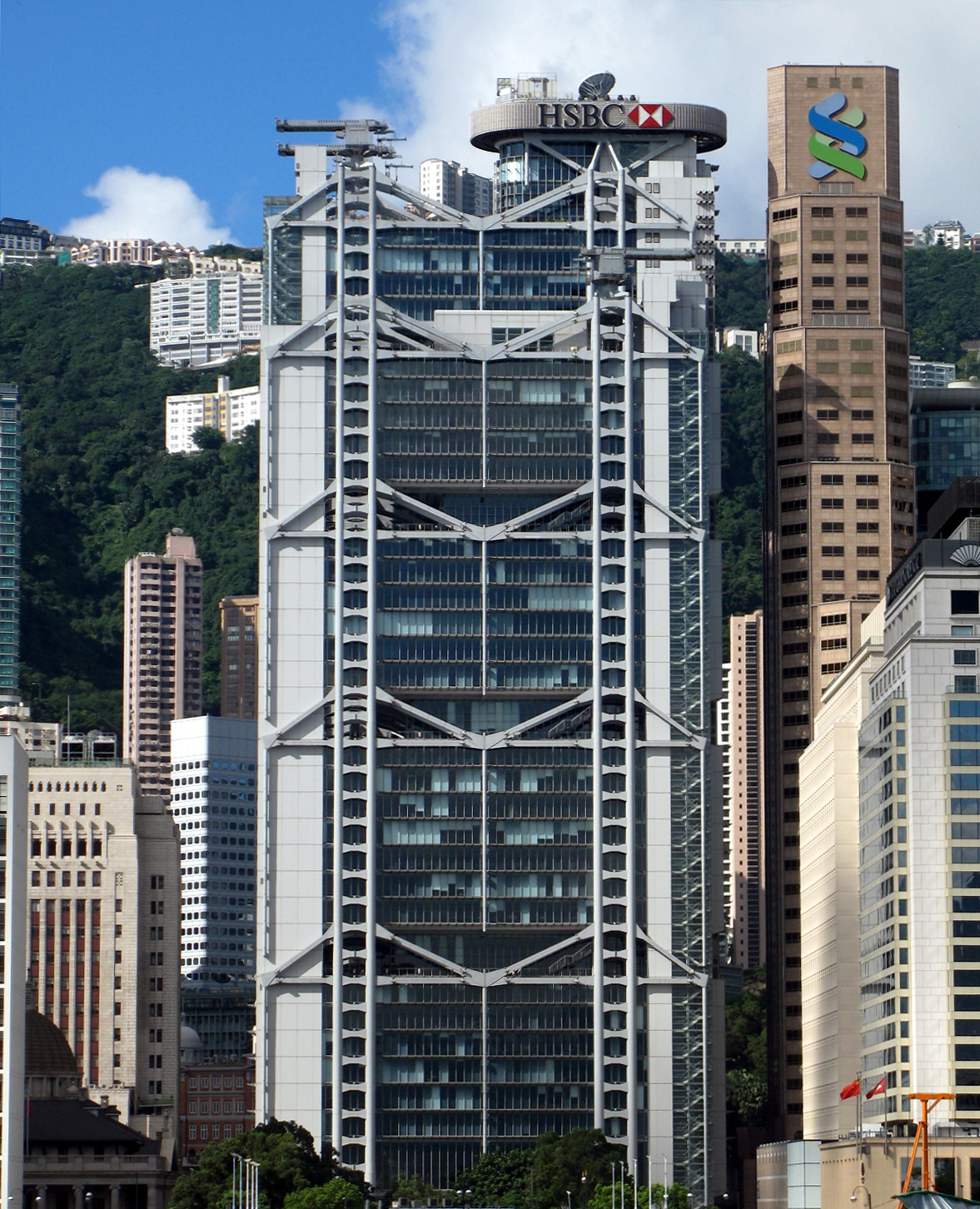
位於香港中環的滙豐總行大廈為香港上海滙豐銀行有限公司總辦事處

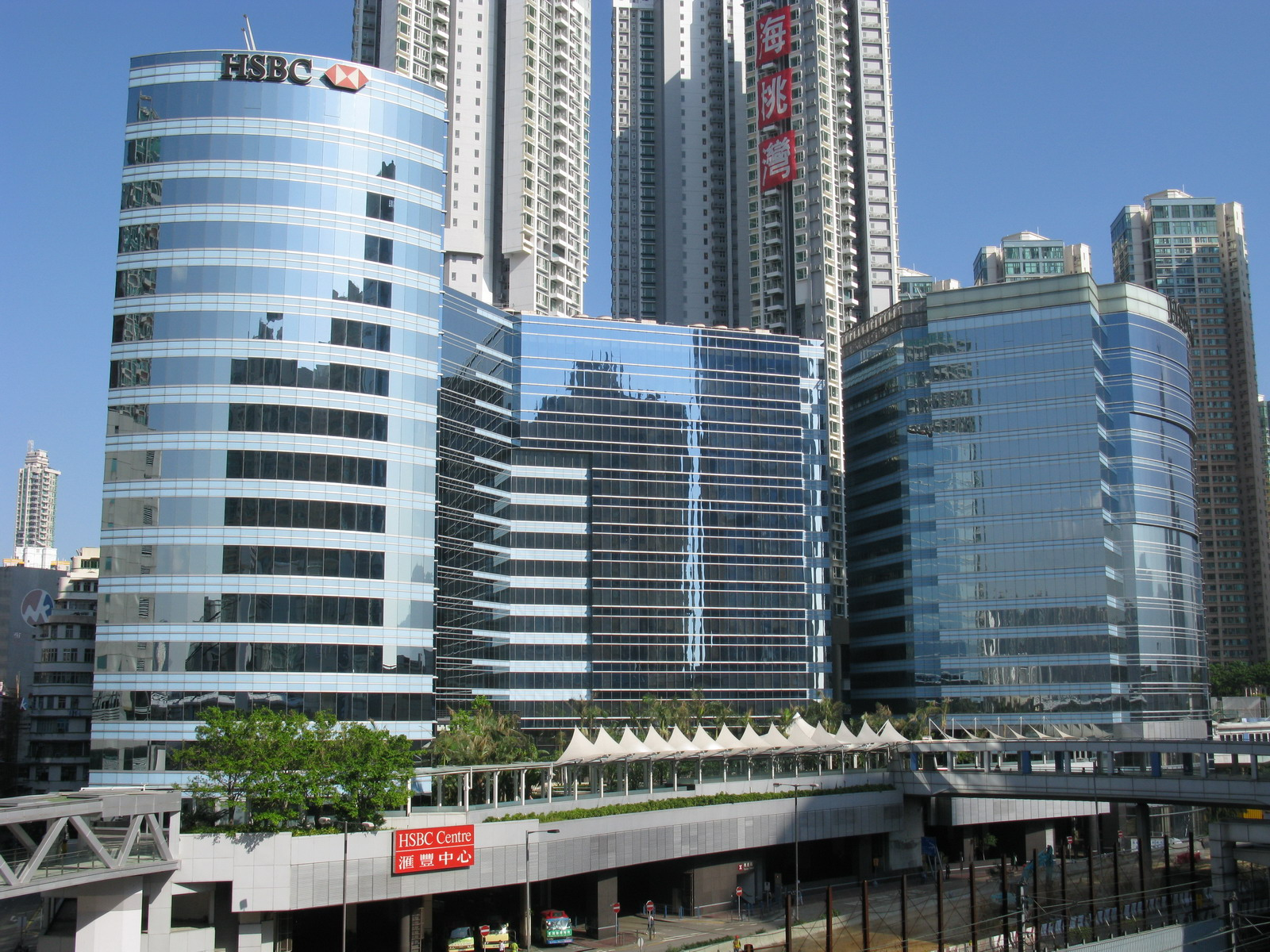
滙豐中心

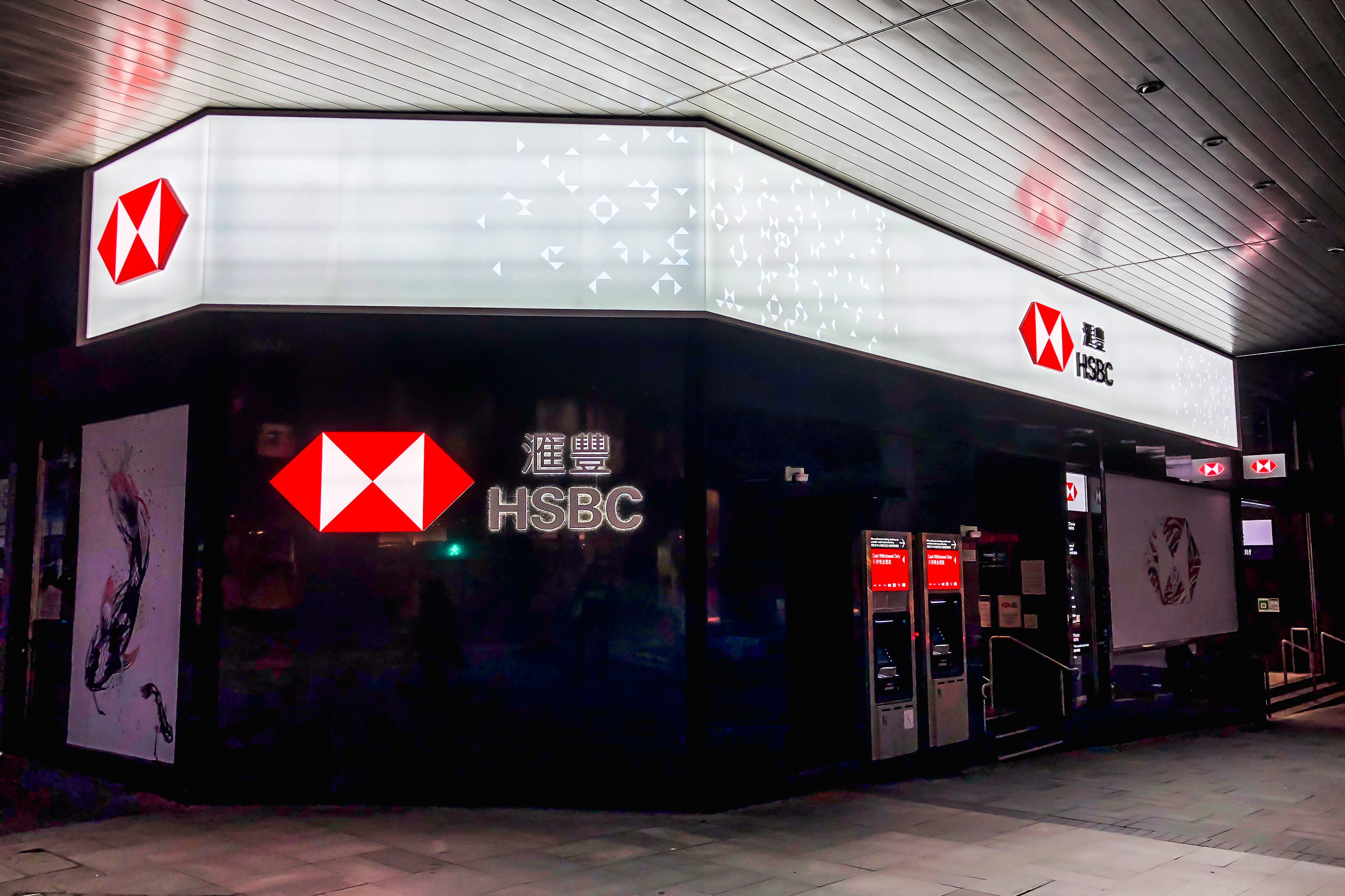
位於皇后大道中29號的滙豐中環卓越理財中心、保管箱服務及理財易中心

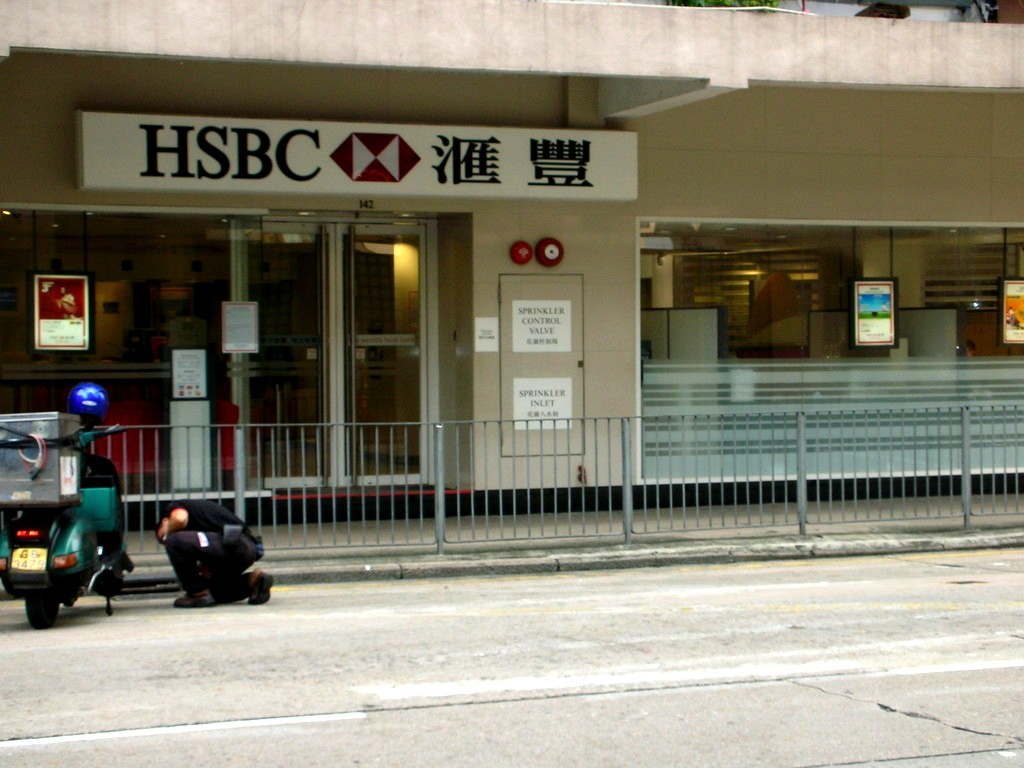
一間位於土瓜灣的滙豐分行

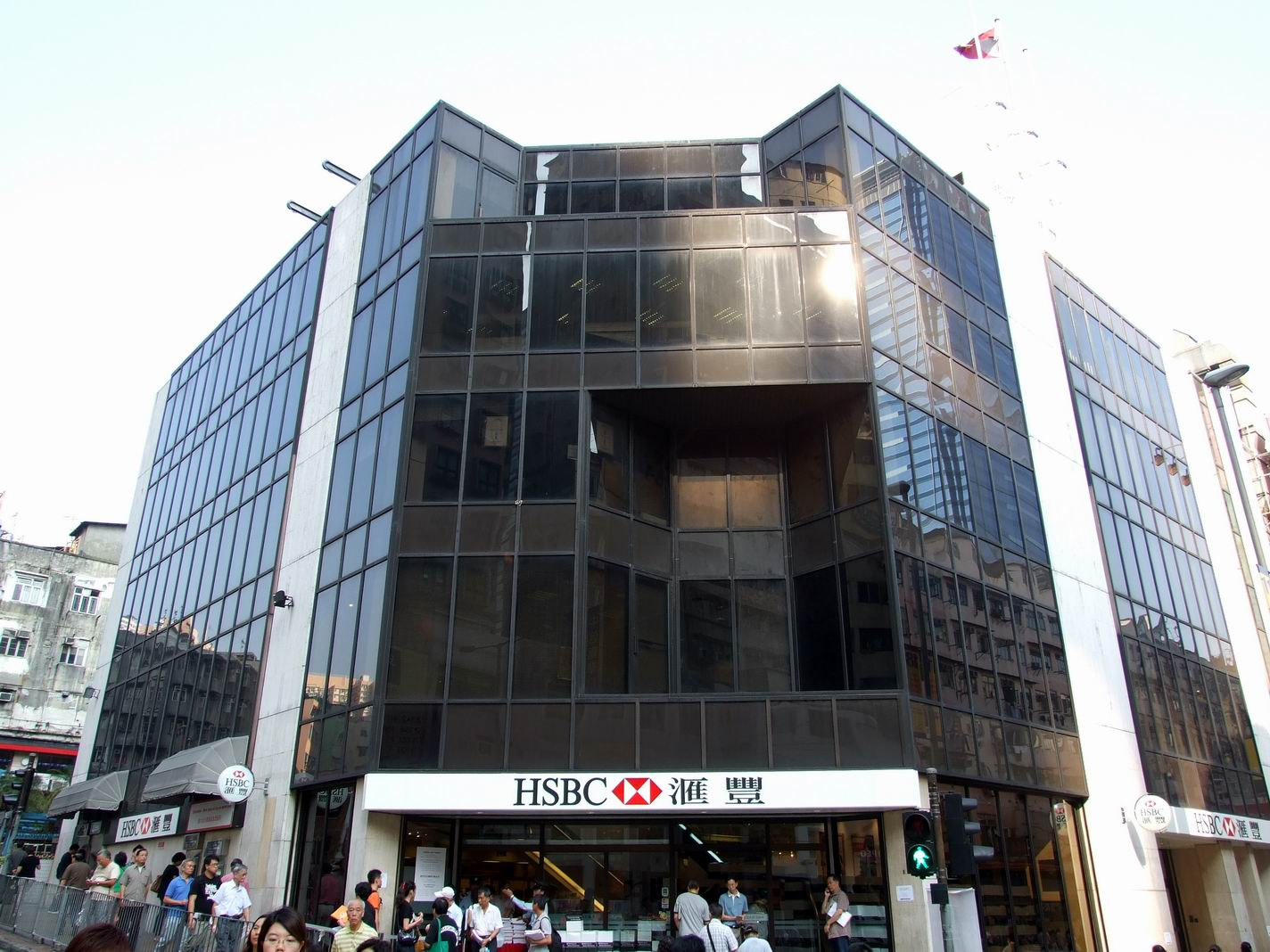
滙豐銀行觀塘裕民坊分行，2009年12月5日被市區重建局以4億3749萬9300元購入

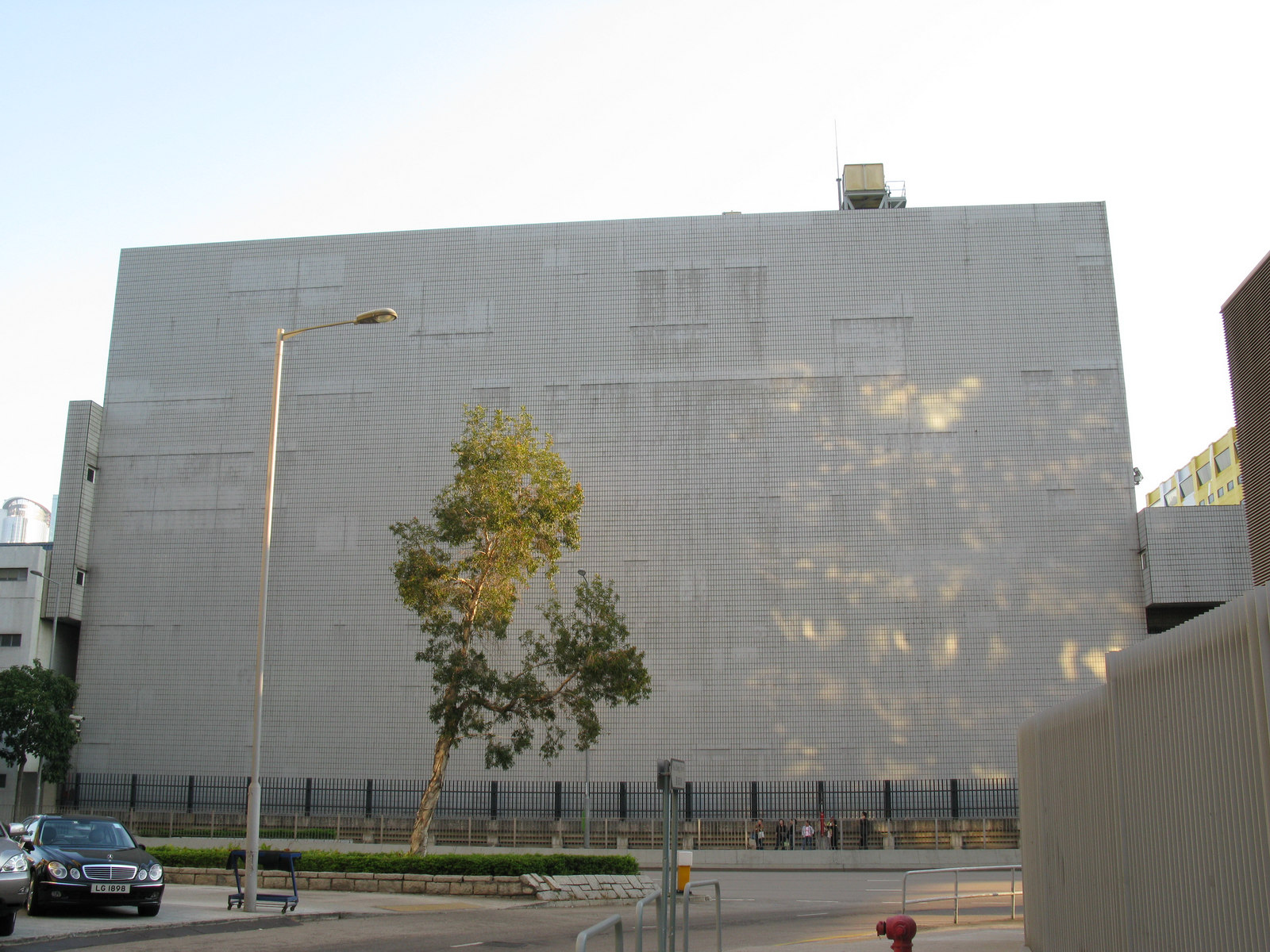
位於九龍灣臨興街的滙豐金庫

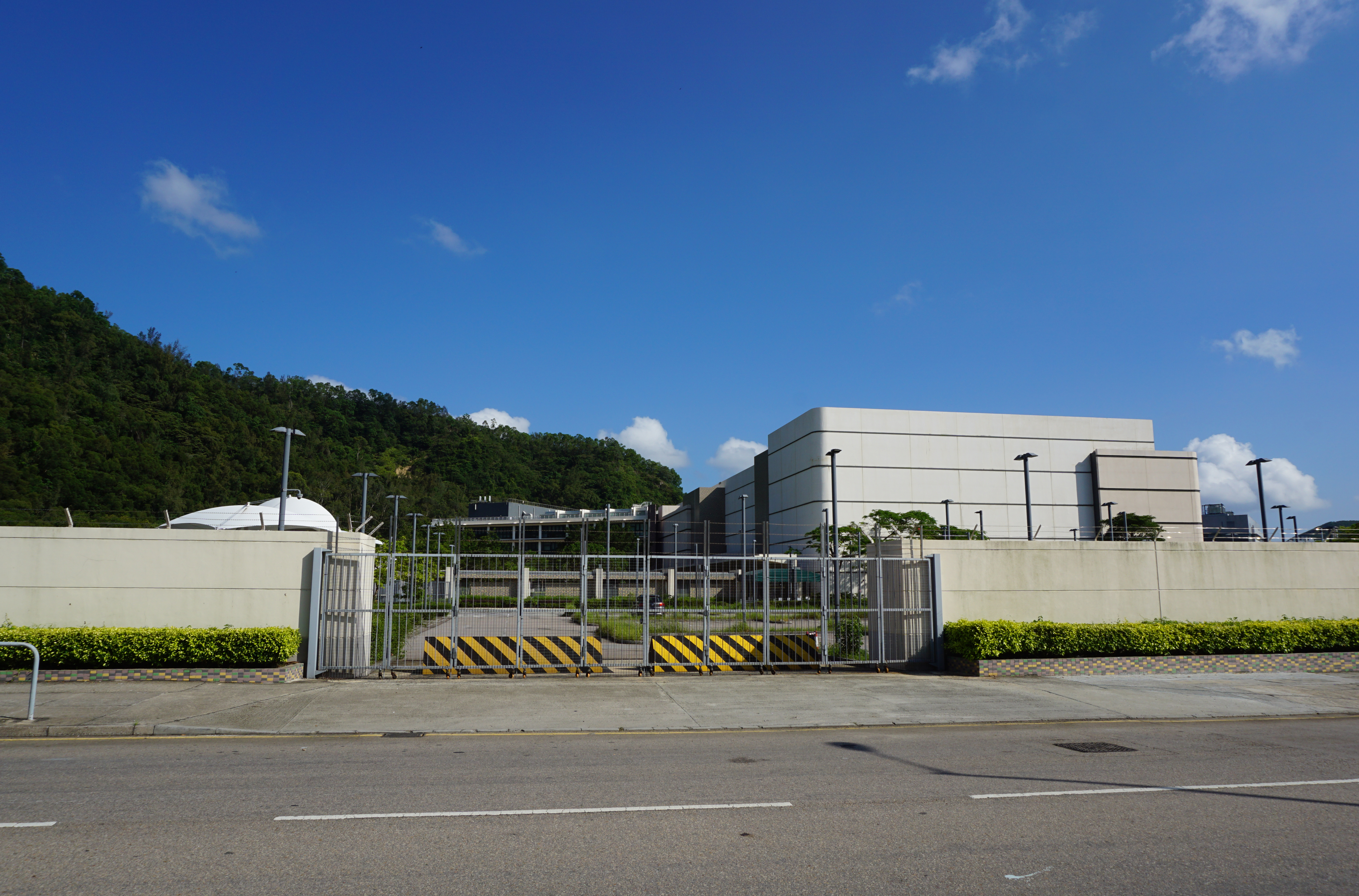
將軍澳滙豐大廈

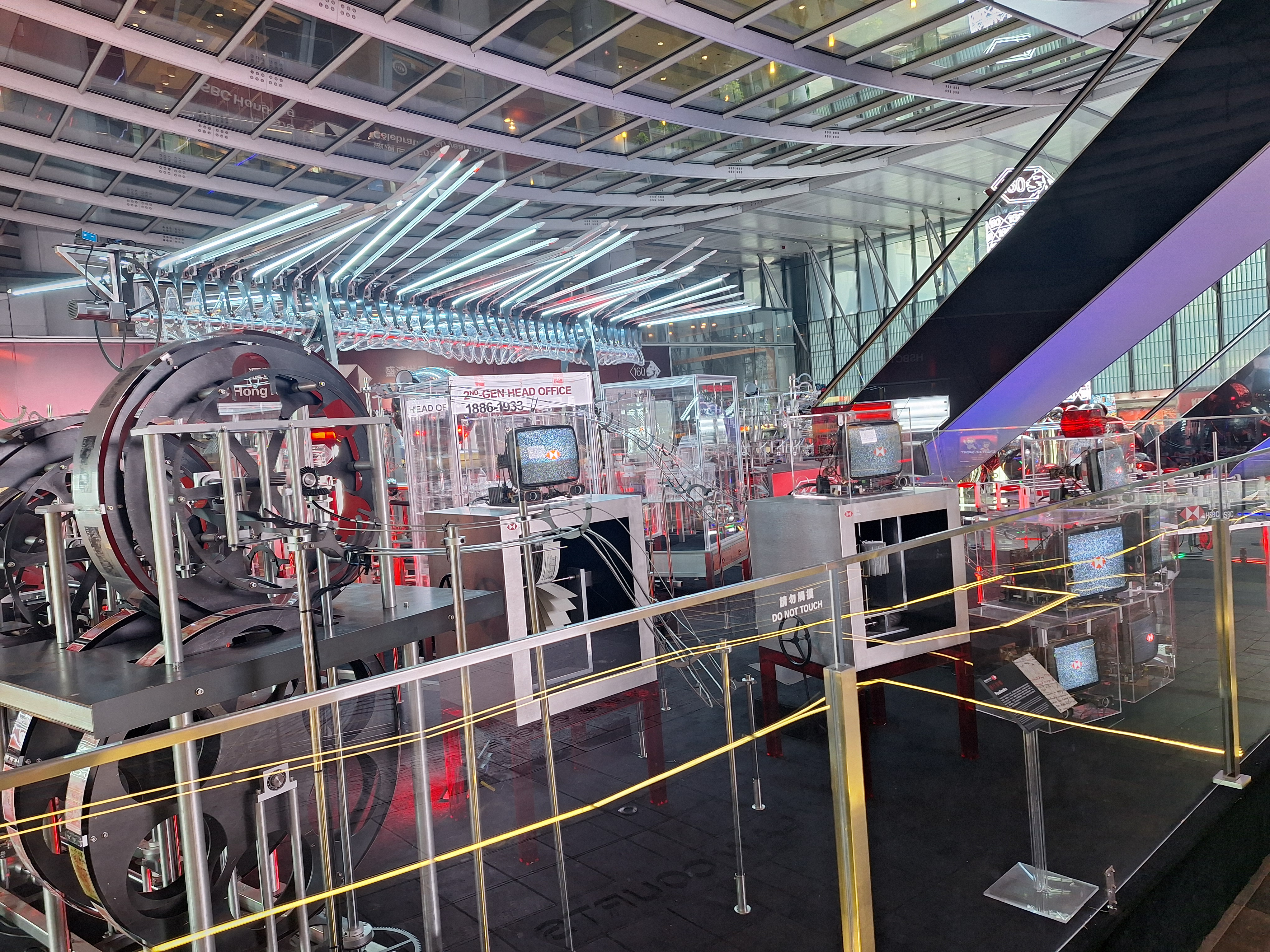
為了慶祝滙豐160週年，2025年3月至4月於滙豐總行大廈地下廣場展示160年歷史的大型「連動機關」裝置

香港上海滙豐銀行有限公司（英語：The Hongkong and Shanghai Banking Corporation Limited，簡稱：滙豐），舊時官方簡稱滙豐銀行（英語：HongkongBank，直到1998年11月滙豐集團宣佈統一品牌為止），是滙豐控股有限公司的全資附屬公司，也是香港最大的註冊银行，總部位於香港中環皇后大道中1號香港滙豐總行大廈。此外，香港上海滙豐銀行是港幣的三家發鈔銀行之一，也是香港四大銀行之一。

## 歷史

滙豐集團於1998年11月統一品牌前的滙豐銀行及HongkongBank商標。其後中文商標只作滙豐二字，英文商標簡寫為HSBC

1843-1959的香港徽號為滙豐銀行舊官方標誌之原型

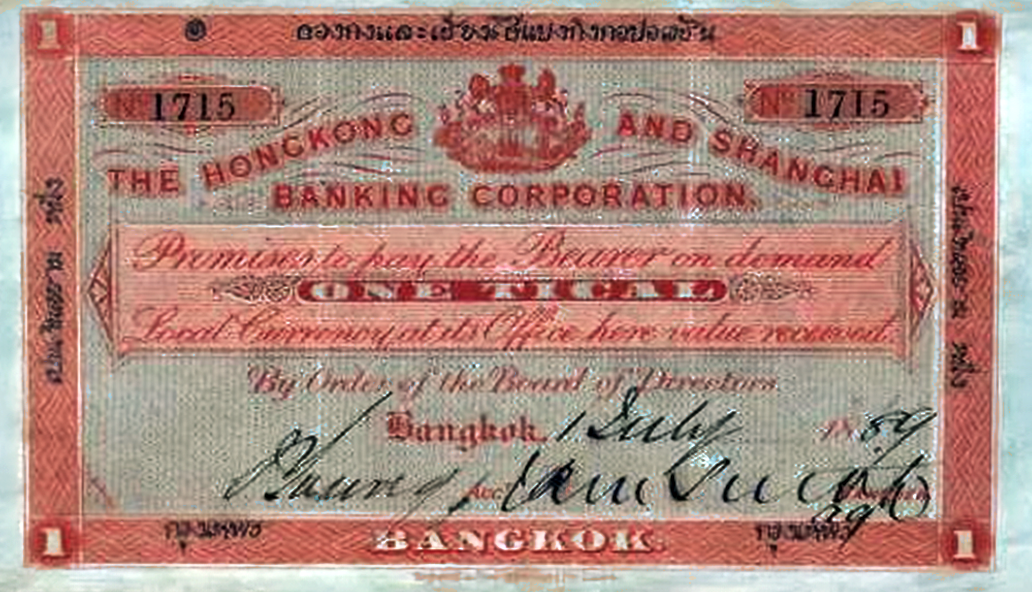
滙豐曾作為泰國第一家發行鈔票的商業銀行

鸦片战争后，中国外债猛增，極需一套完善的银行体系。不过当时中国只知钱庄票号，不懂银行，而外资银行的总部设在英国或印度。这种金融体系，不管谁开一家总部在中国的银行，都能从清政府身上稳赚。
香港上海滙豐銀行由蘇格蘭人、香港黄埔船坞公司第一届主席湯馬士·修打蘭（苏石兰）於1864年在香港發起成立，資本額500萬港元。最初的發起委員會成員包括怡和洋行之外的15家洋行：
- 寶順洋行（英語：Dent & Co.）
- 琼記洋行（英語：Aug Heard & Co.）
- 沙遜洋行（英語：Sassoon Sons & Co.）
- 大英輪船（英語：The Peninsular & Oriental Steam）
- 禪臣
- 太平洋行（英語：Gilman & Co.）
- 順章洋行（英語：P. Cama & Co.）
- 其他八家洋行

銀行原本的名稱為，是按照英國早年的合股銀行的慣例，以主要業務經營地區來命名，直译为“香港上海银行有限公司”，简称 。由于当时银行中文名中多有“汇理”二字，苏石兰入乡随俗将中文名定为“香港上海滙理銀行”。
1866年，英文名稱改為，1881年，中文名稱改為「香港上海滙豐銀行」。该行发行的钞票上，由曾國藩之次子、时任清朝外交官毅勇侯曾纪泽题写了“滙豐”两个汉字，赐名“汇丰银行”。据说，「滙豐」這兩個字是由華人買辦古應春在測算過筆劃吉凶後建議的，取其「滙款豐裕」之意。
1865年3月3日，銀行在香港港岛皇后大道中1号創立；1865年4月3日在上海和平饭店底层租了一层办公室开设上海分行；倫敦分行亦在1865年7月開業；並於三藩市開設代理機構，直到1875年成為提供全面服務的分行。1866年经济危机，港英政府陷入财务泥潭，滙理銀行为港府提供了10万港币的紧急贷款。港府马上授权了滙理銀行处理香港政府的对外支付，还赐予了发行港币待遇。拥有发钞权后十年，滙理钞票发行量占到四大英资发钞行的51%，超过拥有30年发钞历史的丽如银行四倍。1866年，滙豐在日本横濱開設分行，成為日本政府的咨詢顧問。1888年，滙豐泰國分行成立，成為泰國第一間銀行，並為泰國發行首批鈔票。香港上海滙豐銀行最初是為在華的外國企業（以英資為主）提供金融服務，雖然在成立初期已經在全球建立分行以及代理行網絡，但是主要業務依然在中國以及亞太其他地區。
1874年清廷在台湾修建国防工事，各国银行只有汇丰不怕得罪日本政府，但要求“台防借款”年息15%，而市场公开发行的债券平均年息只有8%。朝廷建淞滬鐵路、左宗棠西征、甲午戰爭等等，都必須向滙豐貸款，使其為清政府最大的債權人。从1874到1890年间，汇丰一共借给了清朝2897万两白银，占了大清总借款的7成。
至1900年，滙豐在遠東其他地區，如印度、新加坡等地也设立了分行。1911年后，滙豐取得中国关税、盐税的收存权。到了20世紀初，滙豐已經成為遠東地區第一大銀行，由滙豐经手买卖的外滙经常佔上海外滙市场成交量的60%-70%。
第一次世界大戰期間，滙豐業務曾暫時中斷；隨著戰爭結束，滙豐的業務進一步擴張。1921年，汇丰银行决定斥资1000万两白银在上海外滩重新兴建大楼，这相当于汇丰两年的利润总和。
第二次世界大戰中，滙豐業務再次受影響，並暫時將總辦事處遷往倫敦；戰爭結束後，香港的業務恢復運作，並取回香港總行營運權。1949年，隨着中國共產黨建政，滙豐在中國大陸的分行相繼關閉，只有在上海的分行繼續運作；滙豐成為少數在中國大陸沒有中斷業務的外資銀行。鑑於發展空間大受限制，滙豐在1950年代開始實行集團形式運作。

### 1949年以前中國各地分行

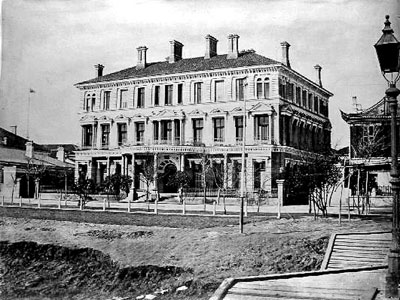
1886年的第一代上海滙豐銀行大樓

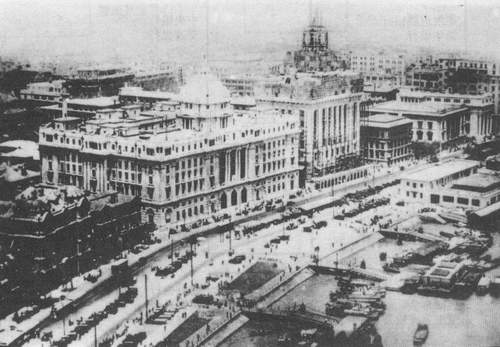
剛落成時的第二代上海滙豐銀行大樓鳥瞰圖

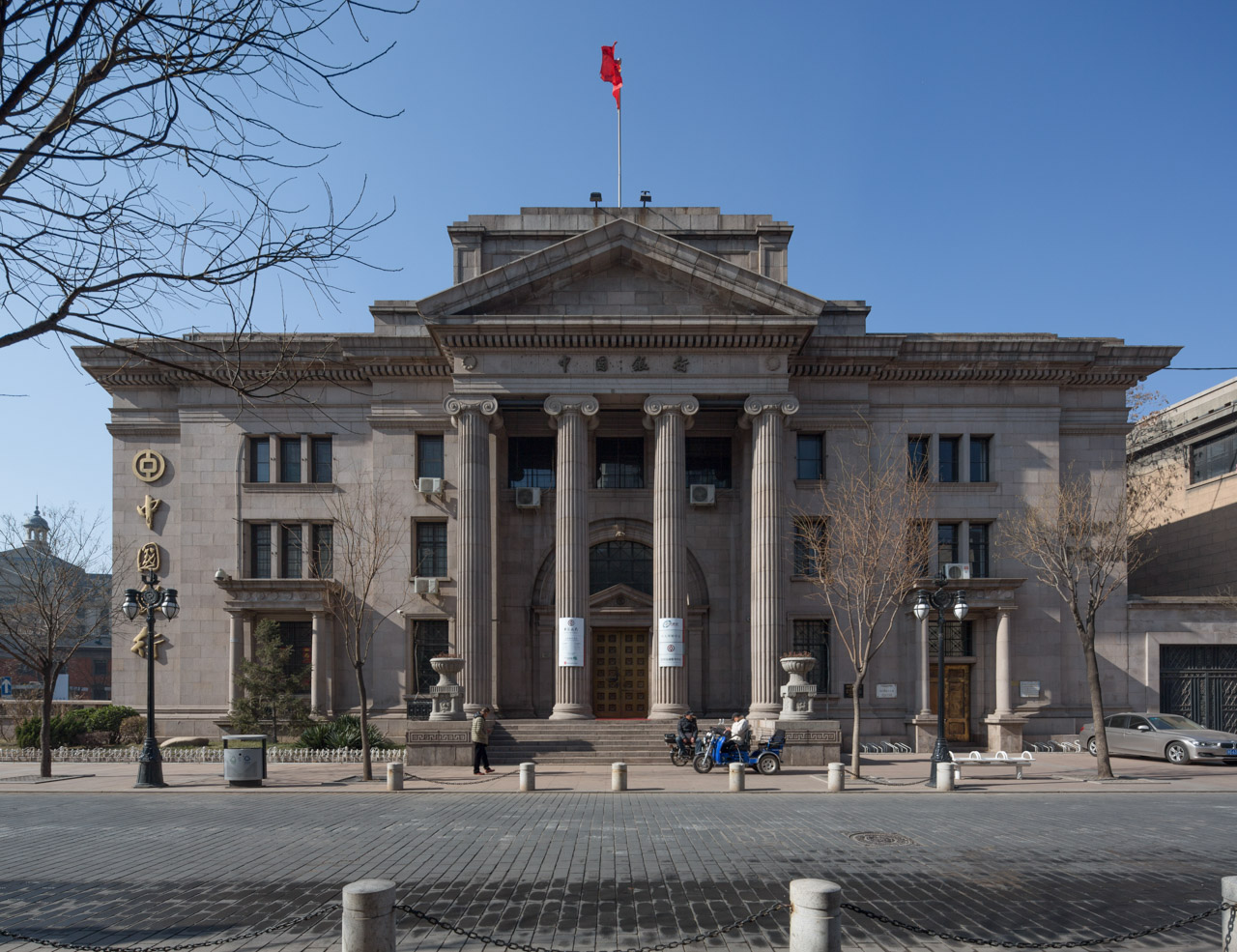
始建于1925年的汇丰银行天津分行大楼，现由中国银行天津分行使用

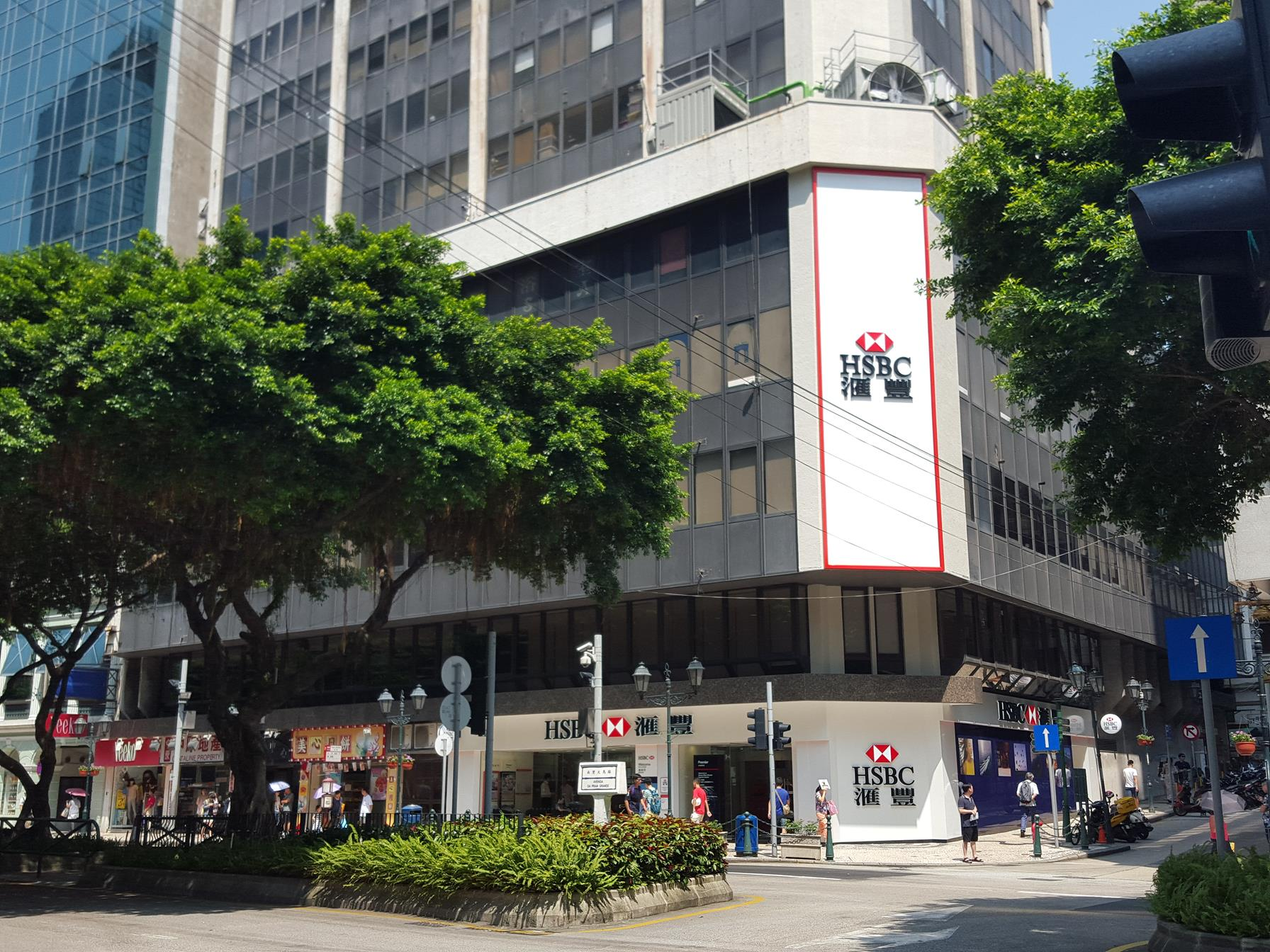
滙豐銀行澳門總部

- 上海分行：1865年4月開設，最初辦公地點在外灘的中央饭店。到1874年因業務量大，原樓面積不夠使用，購買了海關南面西人俱樂部的房子和大草坪，造了一座3層樓房，即在今天的福州路外灘。上海分行是它在中國大陸的管轄行，統轄所有在大陸的分支機構，是調度資金的樞紐。晚清至民國，滙豐是中國政府償還外債和賠款的主要經收機關、代總稅務司收存保管中國內債基金、收存中國關稅的主要銀行。1915年上海所有中外金融業的庫存金銀合計8099萬兩，其中華商銀行和錢莊佔17.3%，其他9家外國銀行佔44.3％，而滙豐一家即佔38.4%。而上海分行有權控制滙豐在華其他所有分行的業務資金，其權限以及業務總量均高於香港總行。1926年，滙豐的4295萬港元總發行額中，在香港流通的佔24.2%，在其他國家流通的僅佔4.6%，在以上海為重點的大陸各地流通額佔71.2%。1936年滙豐的全行存款2.55億美元，其中在華吸收的為1.53億美元、佔59.9%，占各外商在華銀行吸收存款總額的43.4%，而上海分行又佔了其中極大的比重。 1921年因業務所需以四千兩/畝的價格購下在上海外灘（屬上海公共租界）的兩處房產并將其拆除以建造新的總部大樓，委託公和洋行進行建築設計、德羅可爾洋行承建，同年5月新樓開工至1923年6月完工，建造了一幢高7層、佔地14畝、具有豪華氣派的上海滙豐銀行大樓，至今依然被公認為是外灘建築群中最漂亮的建築，現在連同整個外灘近代建築群列為全國重點文物保護單位。到了太平洋戰爭爆發後，滙豐銀行在中國的業務被日本正金銀行接管。戰爭結束後滙豐復業，但已經競爭不過美商銀行。1949年後，滙豐銀行上海分行接受中華人民共和國中央人民政府管理，特批可在遵守中國政府法令的前提下繼續經營外滙業務，為改革開放前僅剩的兩間在滬英資銀行之一。
- 廣州分行：1865年6月滙豐銀行於廣州開設分行。1920年在沙面廣州英租界內建有一座4層樓宇（今沙面大街54号廣東勝利賓館），轉角處建有穹頂。現在連同整個沙面近代建築群列為全國重點文物保護單位。
- 漢口分行：1866年開設，在漢口英租界江灘建造2層樓房。1913年－1920年重建成為豪華的古典主義式樣的4層大樓。1949年停业，大廈隨後被充公。現在是光大銀行武漢分行。曾列為湖北省文物保護單位，2006年作为汉口近代建筑群的一部分列為全國重點文物保護單位。
- 汕頭分行：1866年開設。舊址位於商平路40號。
- 福州分行：1866年開設。位於倉山塔亭路，是一棟19世紀建造的兩層西式紅樓。1949年停业，大廈充公後被當局改为福州市第二医院宿舍，後损毀严重，今修復後作為倉山區文化館，列為省級文物保護單位。
- 寧波分行：1866年開設。
- 廈門分行：1873年開設。初设英租界海后路（今鹭江道）。1938年迁址鼓浪屿鼓新路。1950年停业。鼓新路行址目前是造船厂宿舍。
- 煙台分行：1876年開設。位於滋大路（今海關街），1921年建造一座券廊式平房，列為煙台市文物保護單位。
- 九江分行：1879年開設。
- 北海分行：1880年開設。
- 澳門分行：1881年開設。
- 天津分行：1882年開設。1925年在天津英租界維多利亞道（今解放北路84號）和領事道（今大同道）轉角建成一幢古典主義風格的銀行大廈。1954年停业，隨後大廈被充公。現為中國人民銀行天津市分行，為天津市文物保護單位。
- 北京分行：1889年開設。1902年在东交民巷建成文艺复兴风格的楼房。1955年停业，充公後被北京市公安局占用，1980年代后因拓宽马路被拆除。
- 牛庄（营口）分行：1892年開設。
- 镇江分行：1894年開設代理处。
- 青島分行：1912年開設。1913年租用馆陶路与吴淞路十字路口的禅臣洋行大楼部分房间作为分行所在地。目前为一家饭店所使用，为山东省文物保护单位。
- 哈爾濱分行：1915年開設，位於道裡水道街（今兆麟街37号），1923年建成一座古典主義式樣的4層樓宇。1941年停业。目前为中国银行使用，列為哈爾濱市一類保護建築。
- 奉天（瀋陽）分行：1917年開設，1931年至1932年在奉天商埠地十一緯路三经街路口建造一座古典主义风格的5層樓宇。大楼充公後目前为交通銀行瀋陽分行使用，列为辽宁省文物保护单位。
- 大连分行：1922年開設。1925年在今中山区玉光街61号兴建略带文艺复兴风格的四层楼宇。充公後目前为中国工商银行使用。
- 重慶分行：1943年開設。
- 南京分行：1949年以前已购地，准备開設。

### 近年發展

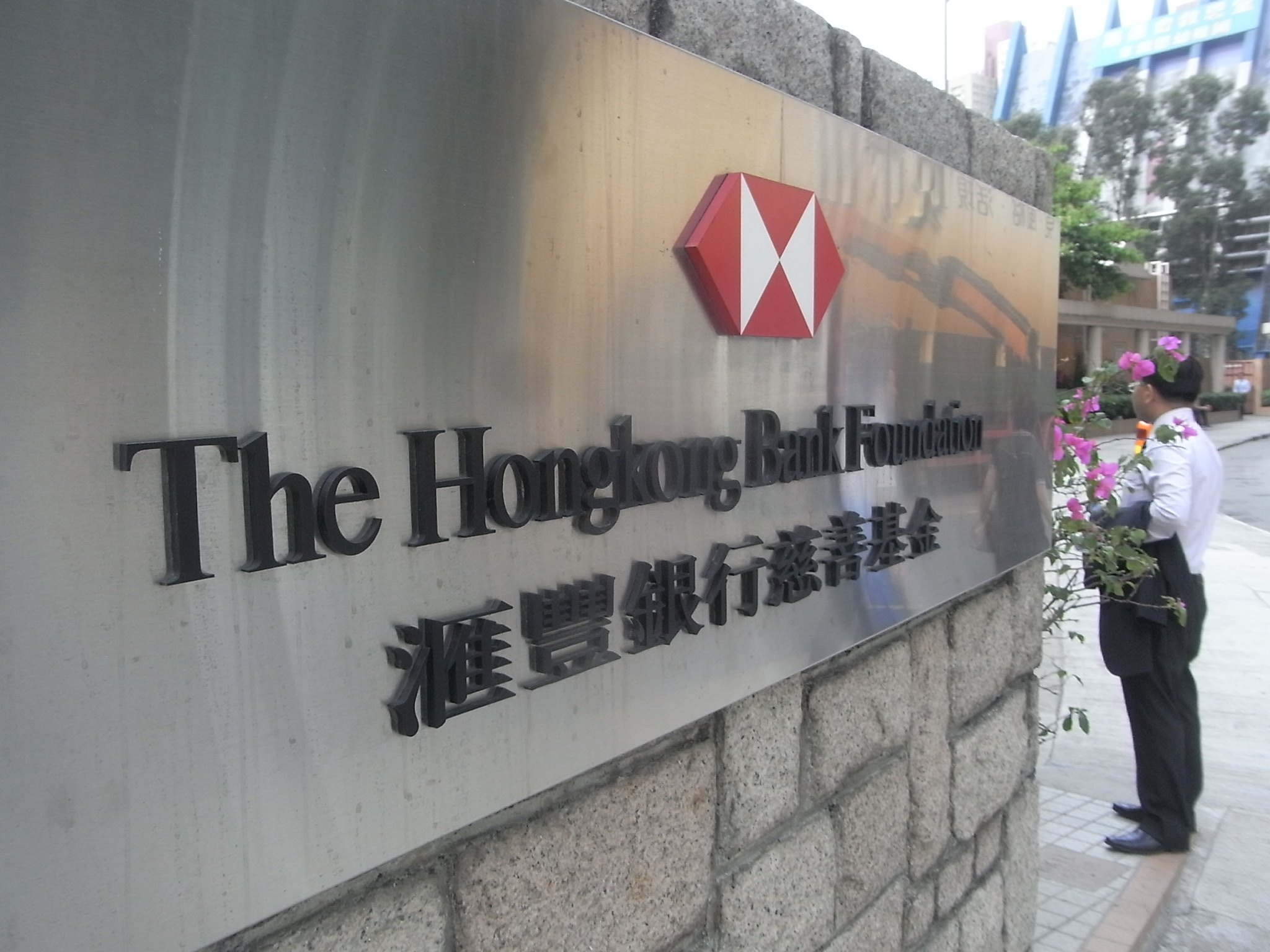
滙豐銀行曾以HongkongBank作為其官方英文簡稱，如今也在極少情況下使用該名稱，例如滙豐銀行慈善基金的英文名稱至今仍為Hongkong Bank Foundation。圖為位於黃大仙睦鄰街的滙豐仁愛堂「仁間有愛」社區支援中心

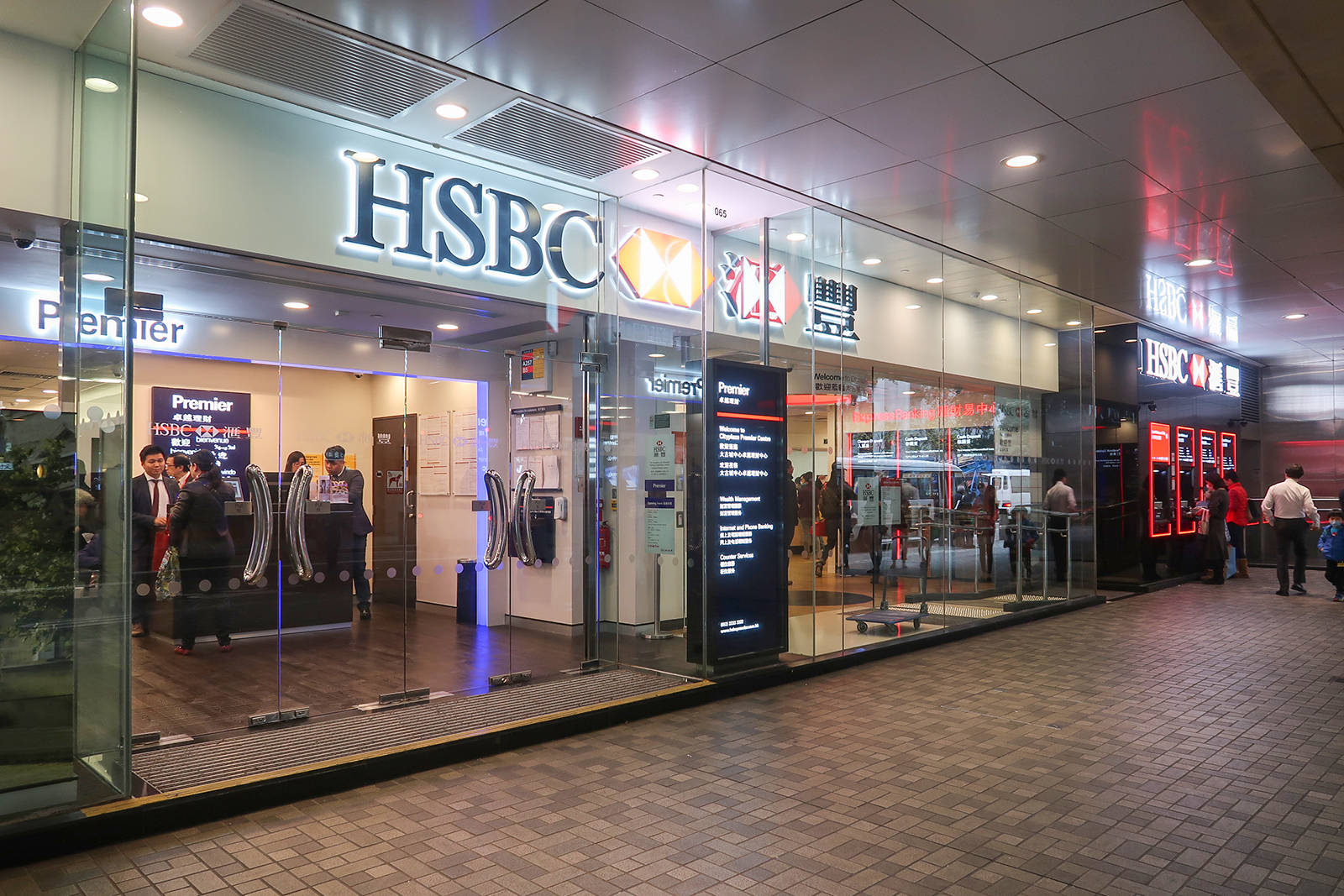
HSBC位於太古城中心的卓越理財客戶中心

1960年代開始，香港上海滙豐銀行以滙豐銀行作為官方簡稱（英文官方簡稱当时為，直到1998年11月滙豐集團宣佈統一品牌為止）。1983年，標誌由原本的「香港徽號」改為現時的六角標誌（而此標誌於1999年稍作修改）。1989年，香港上海滙豐銀行自願根據香港公司條例，註冊為有限公司，受該條例的規管。
1991年，滙豐銀行母公司滙豐控股成立，香港上海滙豐銀行股份轉移至滙豐控股股份，香港上海滙豐銀行則由滙豐控股全資擁有。此前，汇丰在世界各地已成立数家下属公司（例如加拿大汇丰银行、澳洲汇丰银行等），至此也升为汇丰控股的子公司。1994年，香港上海滙豐銀行在馬來西亞的業務轉移至在當地註冊成立的馬來西亞滙豐銀行。
21世紀後著重人民幣離岸中心業務和多國跨境人民幣投資，多次獲得人民幣業務傑出大奬。

## 業務

### 香港
香港上海滙豐銀行以香港業務為出發點，開業時以當時股東之一沙遜洋行擁有，位於中環域多利街（現銀行街）的域多利大廈作為總部，並取得發鈔權。當時總部位置與現在的所在地相若，並於1886年購入改建為第2代總行行址。1880年代，東藩滙理銀行因錫蘭咖啡失收結業，滙豐取得源自東藩滙理銀行的香港政府的往來帳戶，成為香港的準中央銀行。1872年獲香港政府授權發行1元紙幣，以補充嚴重短缺的1元銀幣。第二次世界大戰之後，滙豐肩負起重建香港經濟的重任。1960年代及1980年代兩次銀行風潮中，滙豐為最後拯救者。
另一方面，滙豐亦曾於1929年在九龍尖沙咀的香港半島酒店增設「九龍分行」，並於1948年10月1日起，因應九龍半島的工商業迅速發展而再增設「旺角分行」以處理九龍及新界區帳戶和服務，而「旺角分行」亦曾於1954年遷往彌敦道664號的八層高建築物內。
由於「旺角分行」的業務持續擴張，辦工空間不敷應用，滙豐於1965年購入九龍旺角彌敦道673號（原「百老滙大戲院」）的地段，並於1968年7月22日早上由時任香港總督戴麟趾爵士及滙豐銀行總經理桑達士主持進行奠基儀式，1969年建成樓高18層的旺角滙豐大廈，並將「旺角分行」遷入至今，而該分行亦成為滙豐於每年農曆新年之前供市民換領新鈔的主要新聞發佈場地。
除此之外，滙豐銀行亦於1960年代引入「流動銀行」貨車，以巡迴行走新界鄉郊地區，又於1963年至2013年期間於觀塘裕民坊設立「觀塘分行」，而該處亦一度成為傳媒採訪散戶參與新股認購活動的熱門地點。
1999年，滙豐在大角咀的寫字樓建築群上進駐滙豐中心，滙豐中心共三座，屬於港鐵奧運站物業發展計劃第一期，滙豐中心原址為大角咀碼頭巴士總站，1998年，該寫字樓未命名時，發展商信和集團將該寫字樓以40億港元出售予滙豐銀行，后者将其作為後勤總部（包括：人力資源部、資訊科技部）及把部份原旺角分行部份業務遷入，因而命名為滙豐中心。
自2007年起，滙豐分別於香港將軍澳（2007年）、深圳（2009年）及沙田石門（2010年）興建數據中心。樓高十二層的石門滙豐大廈，內設數據中心，以配合位於將軍澳的主數據中心，以及各個相關的後勤部門。而位置深圳的數據中心負責處理內地的資訊服務，與香港同時傳送數據；屆時在奧運站滙豐中心的資訊科技部門部分工序將會搬進深圳。
滙豐為香港市場領導者，在存款市場方面，香港滙豐的市佔率達兩成四，而信用卡結餘的市佔率為兩成九，按揭及人壽保險市場的佔有率則分別為約一成七及兩成。

#### 港元紙幣
香港上海滙豐銀行自成立以來，一直都有發行港元紙幣，但初期主要用作商業上的交易。直到1935年，香港政府通過貨幣條例，滙豐獲授權發行5元以上的港元紙幣（5元鈔票於1975年發行之後隨即終止發行）。1994年起政府發行10元硬幣，滙豐自此不再發行10元紙幣（最新的是1992年1月1日發行）。現時滙豐的港元紙幣發行量佔全港流通紙幣的63%以上。

#### 收購恒生銀行
1965年，香港發生銀行危機，恒生銀行發生幾次擠提事件，並且蒙受巨大損失。4月8日，董事局決議把銀行控股權售與香港上海滙豐銀行，最後滙豐收購恒生銀行51%股份。取得控股權後，滙豐除去了香港銀行業最具威脅的對手，奠定了其在香港銀行零售業的壟斷優勢。不過滙豐在收購恒生銀行之後，只派出4名代表加入董事局，繼續保持原來的華人管理層。現時滙豐持有恒生銀行62.14%股權。

#### 自動櫃員機

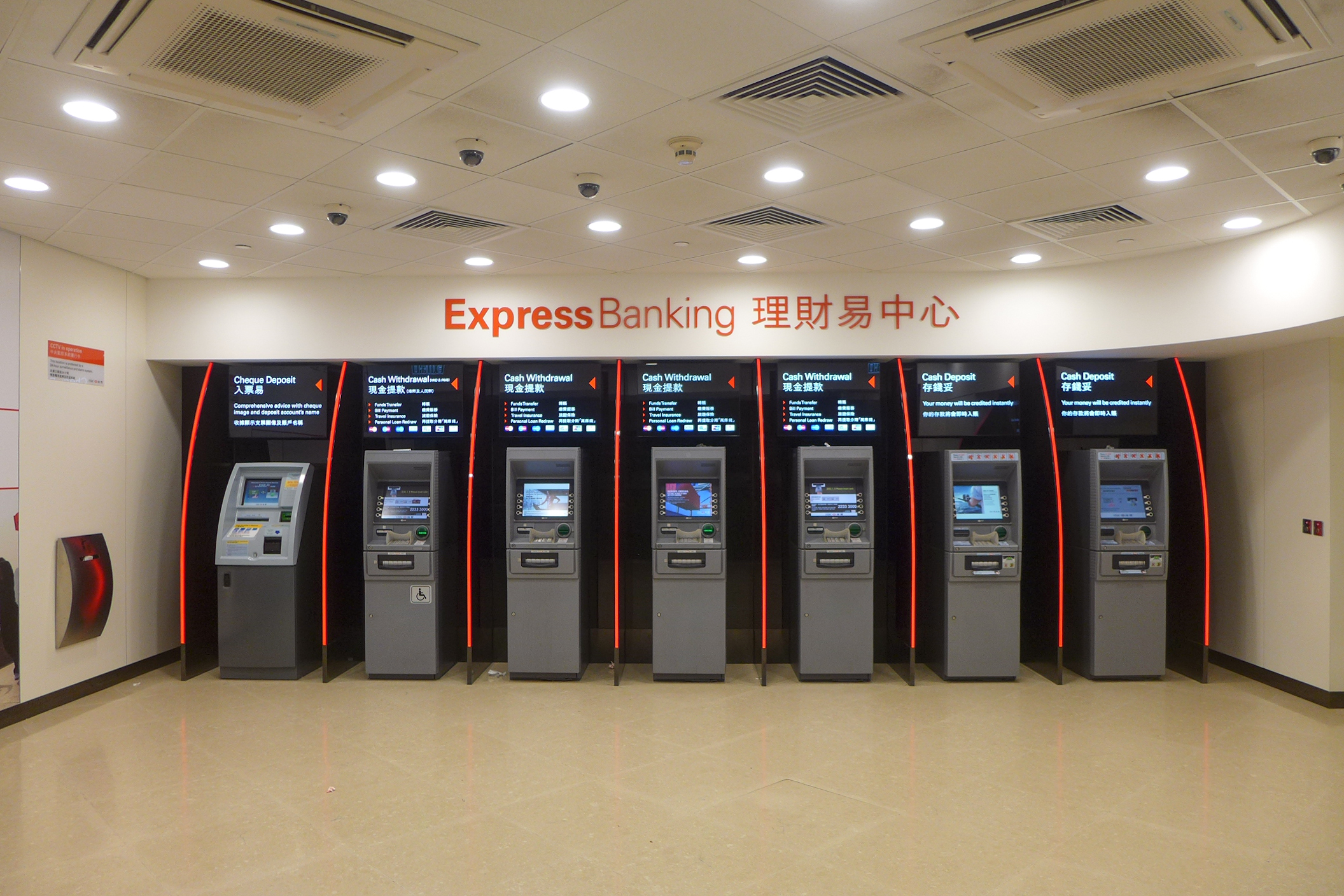
滙豐銀行沙田理財易中心的自動櫃員機

1980年，滙豐引進一個自動櫃員機網路，名為「易通財」（ETC，全寫為Electronic Teller Card）。初期的ETC只在中區的鬧市設立，後來在各區分行都有設立，並將網路擴展至澳門。現時除了滙豐之外，旗下的恒生銀行亦使用ETC網路，至於其他港澳地區的商業銀行都使用銀通網路。另外，滙豐以及恒生銀行於1991年推出自助式戶口查賬系統，名為「查數快」，在廣告中稱為「萬能叔叔」，客戶透過銀行卡，可以查看戶口結餘。但是近年來電子銀行服務普及，可以利用互聯網、電話等查賬，加上保安、私隱等問題（不提供密碼都可以查看戶口結餘），查數快於2007年1月1日起停用，並於4月中全部拆除。

#### 網上銀行

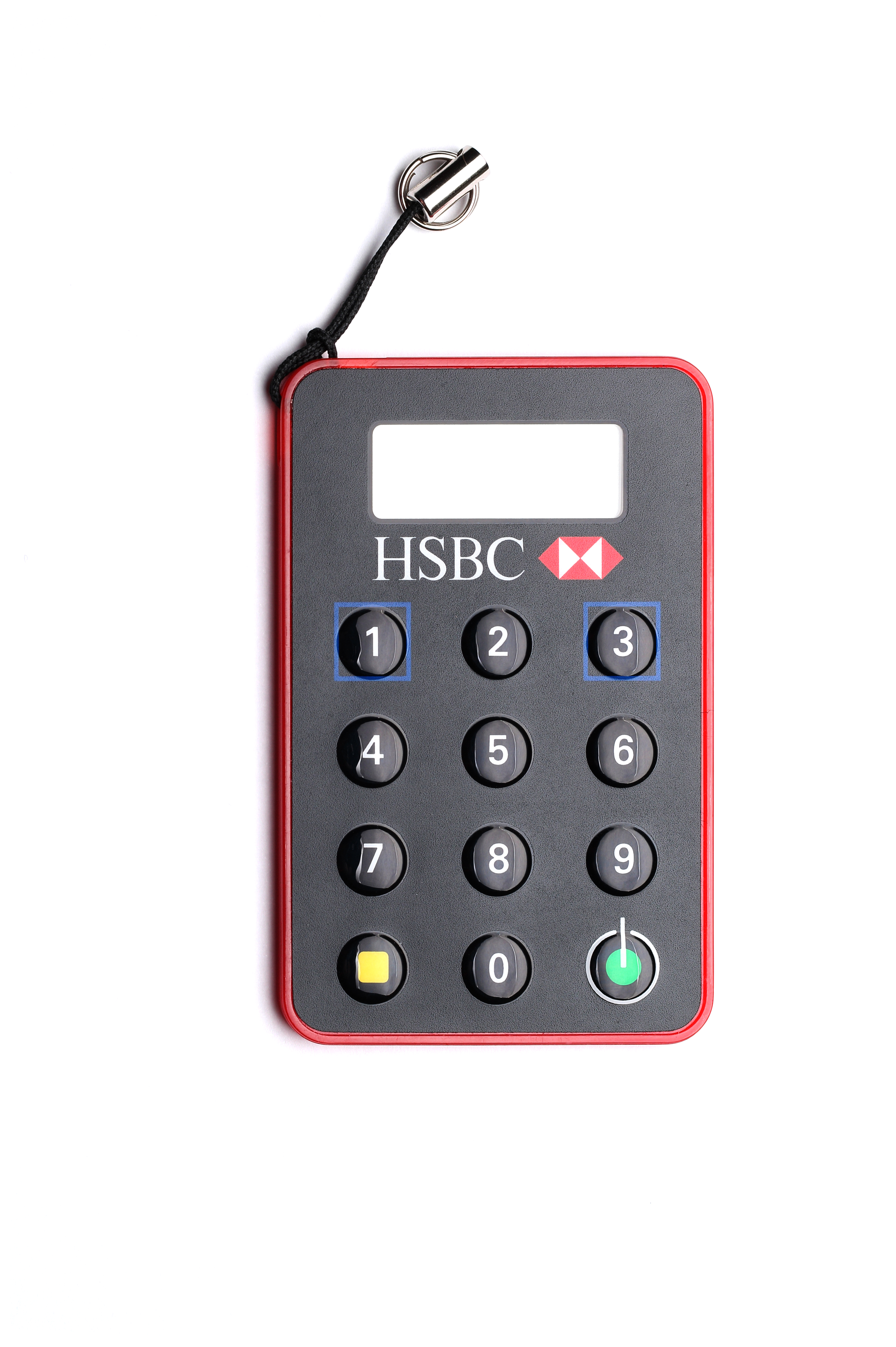
滙豐銀行加密保安編碼器DIGIPASS^{®} 270

隨著網路發達，滙豐銀行亦提供了網上銀行服務，服務範圍包括申購基金、外幣定期存款、買賣香港股票、債券、衍生性商品、黃金及定時定額扣款申購股票基金等。

#### 社會印象
滙豐近年在香港關閉多間營利不佳的分行，為香港偏遠新市鎮地區的居民帶來不便，引起輿論責難，但滙豐在香港仍有崇高地位。香港人購買股票時，流行以購買滙豐當成儲蓄，深信其管理層可以將公司價值不斷提高。其派息長期保持穩定，亦建立出「與民分息」的形象。2006年，香港政府實施五天工作制，但滙豐反其道而行，延長服務時間，但聘請更多員工（但位於工業區內的分行卻在星期六、日均全日休息），兩者成為比較的對象。
前美林證券香港副總裁林森池曾指，若香港人由1977年開始，每年以1萬港元購買滙豐的股票，第10年開始，其股息已足夠購入1萬元股票。30年後，滙豐市值已經增長80多倍，每年股息有50多萬港元。當時有市民戲言，要投資，只需學4個字——HSBC，以此反映香港人對該銀行的態度。不過，滙豐市值龐大，令股價長期不動，投資界把它叫作「大笨象」，當「大笨象」的股價急速起飛時，外界往往視此為利好消息，或股市走勢可以熾熱的信號。投資界亦有所謂「聖誕鐘、買滙豐」的流行語，認為聖誕前夕買入滙豐，必賺無疑，惟該民間智慧近年已經證實站不住腳。2009年3月，滙豐公佈其2008年全年業績，錄得近年來少見的盈利大倒退，2008年盈利相對2007年大幅倒退接近七成，並宣佈供股以籌集資金。消息公佈後，滙控股價大幅回落，單日下跌18%，股價回到90年代中的價錢。

#### 中央銀行職務
滙豐、渣打銀行及中銀香港同時獲香港金融管理局授權發鈔，而除了發鈔之外，滙豐亦為香港政府的主要往來戶。

#### 成立慈善基金
滙豐銀行慈善基金是香港的一個註冊慈善基金，由香港上海滙豐銀行於1981年注資成立，並由該行提供持續經費。

#### 扶助社會企業
社聯－滙豐社會企業商務中心是香港一間匯聚各界力量創立的商務中心，為社會企業提供多元化服務，包括網羅專業人士（包括滙豐員工）為社企提供專業意見和顧問服務。該中心由滙豐銀行慈善基金撥款資助。

#### 持有物业

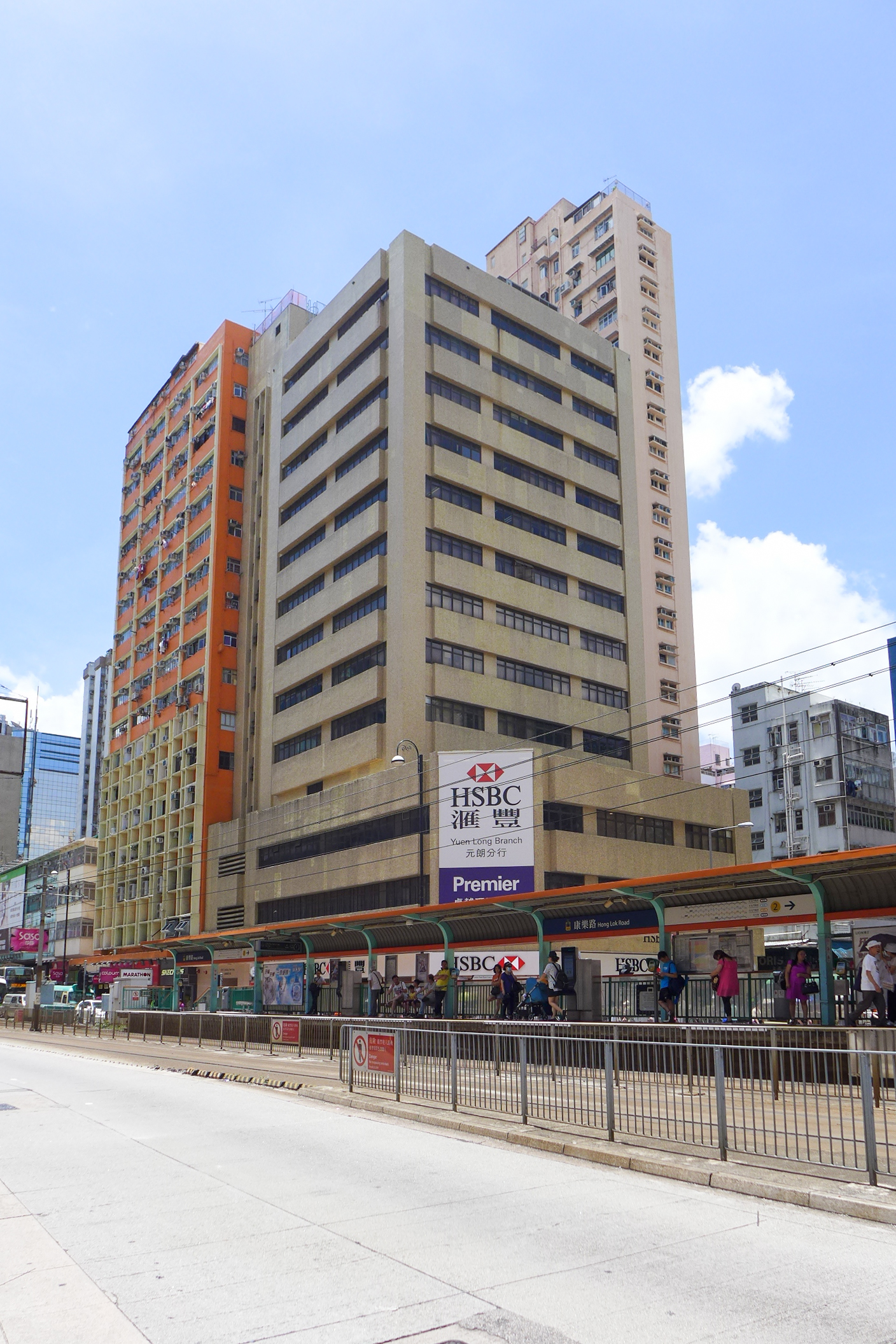
建於1983年的元朗滙豐大廈

滙豐銀行仍然是區內最大地主，其中位處於種植道三十五至三十七號雲嶺山莊（CLOUDLANDS）、高雲山莊（HIGHLANDS）及奇峰山莊（CLIFFS），仍然是全港最大型的銀行高級職員豪宅宿舍。另外，滙豐銀行仍然持有種植道五十號「風水」，這座已經有接近五十年歷史的高級職員宿舍。
- 種植道33號，Ridgeway
- 種植道35至37號，雲嶺山莊（CLOUDLANDS）、高雲山莊（HIGHLANDS）及奇峰山莊（CLIFFS）
- 種植道45號，Ardshiel
- 種植道50號，Fung Shui
- 普樂道4及6號
- 馬己仙峽道33號
- 百祿徑6號
- 中峽道19號
- 中環滙豐總行（第四代總部，建於1985年）
- 滙豐中心
- 將軍澳滙豐大廈
- 石門滙豐大廈
- 旺角滙豐大廈（第二代，建於1969年）
- 尖沙咀滙豐大廈（建於1978年）
- 元朗滙豐大廈（建於1983年）
- 粉嶺和豐街14-16號
- 坪洲永興街1-3號
- 梅窩銀礦灣4號

### 中國大陸

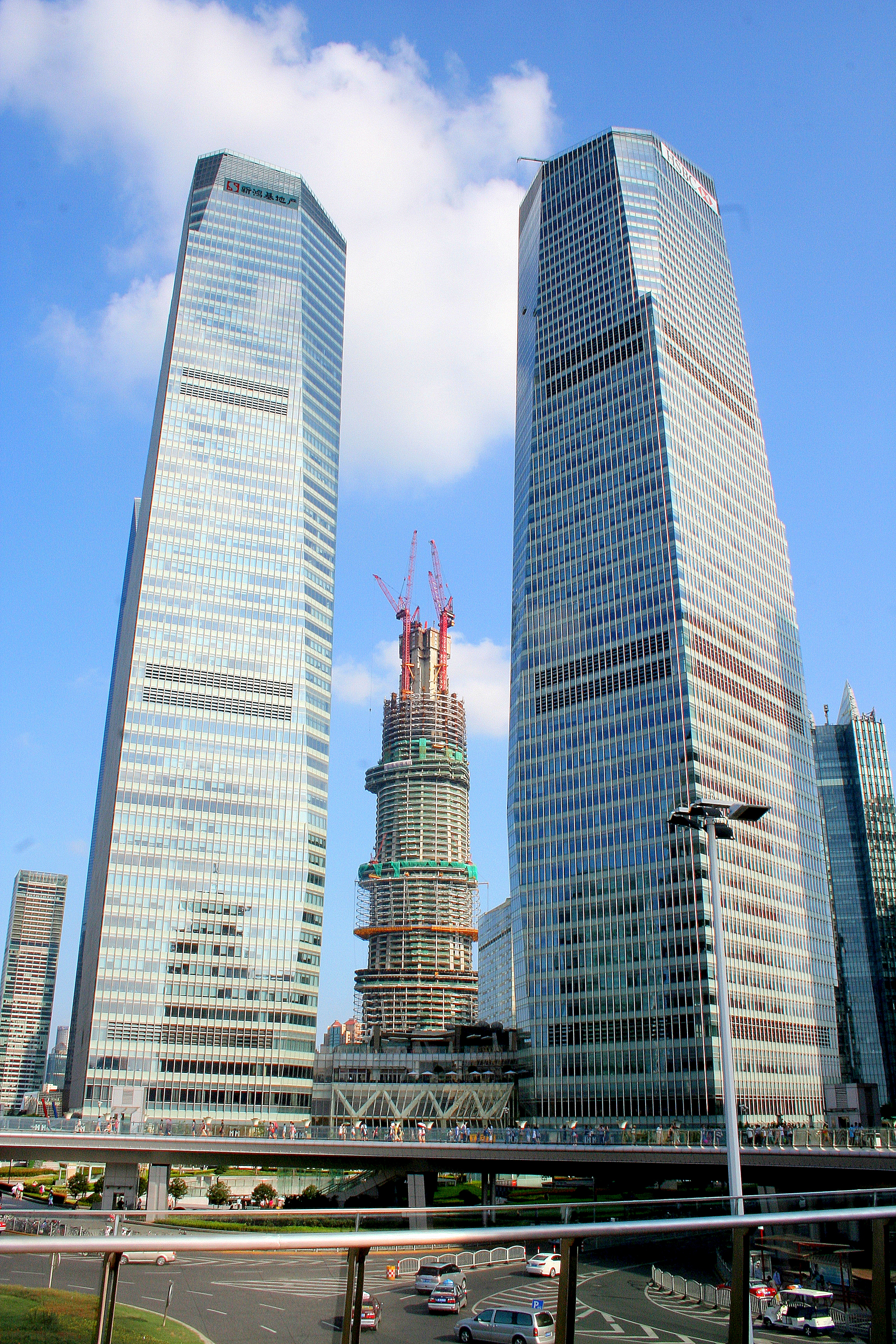
位于上海浦东的上海国际金融中心是汇丰重返上海后的总部地点

改革開放後，滙豐於1980年代重返中國大陸（上海以外地區），亦是中華人民共和國成立以來首間取得內地銀行牌照的外資銀行。
2006年12月11日起，中國境內公民的人民幣業務對外資銀行開放。為配合這項政策，香港上海滙豐銀行已經向中國銀監會提交在中國內地註冊及人民幣業務牌照的申請。2007年，“滙豐銀行（中國）有限公司”成立，為香港上海滙豐銀行的全資附屬公司。
截至2023年12月底，汇丰中国共有132个网点，其中包括36家分行和96家支行。分行分别设于北京、长春、长沙、成都、重庆、大连、东莞、佛山、福州、广州、哈尔滨、海口、杭州、合肥、济南、昆明、南昌、南京、南宁、南通、宁波、青岛、上海、沈阳、深圳、苏州、太原、唐山、天津、武汉、无锡、厦门、西安、扬州、郑州和上海临港新片区；支行分别设于北京、常熟、潮州、成都、重庆、大连、佛山、广州、杭州、河源、惠州、江门、江阴、揭阳、昆山、茂名、梅州、南京、宁波、青岛、清远、上海、汕头、汕尾、韶关、沈阳、深圳、苏州、太仓、天津、武汉、无
锡、厦门、西安、阳江、宜兴、云浮、湛江、张家港、肇庆、中山和珠海。

### 台灣
滙豐於台灣的業務早於1885年在淡水縣芝蘭三堡（今新北市淡水區）指定代理商推展業務，但直至1984年才在台北市正式設立分行。2007年初，滙豐接手經營不善的中華商業銀行，成立在台註冊為本國銀行的滙豐（台灣）商業銀行。

### 新加坡

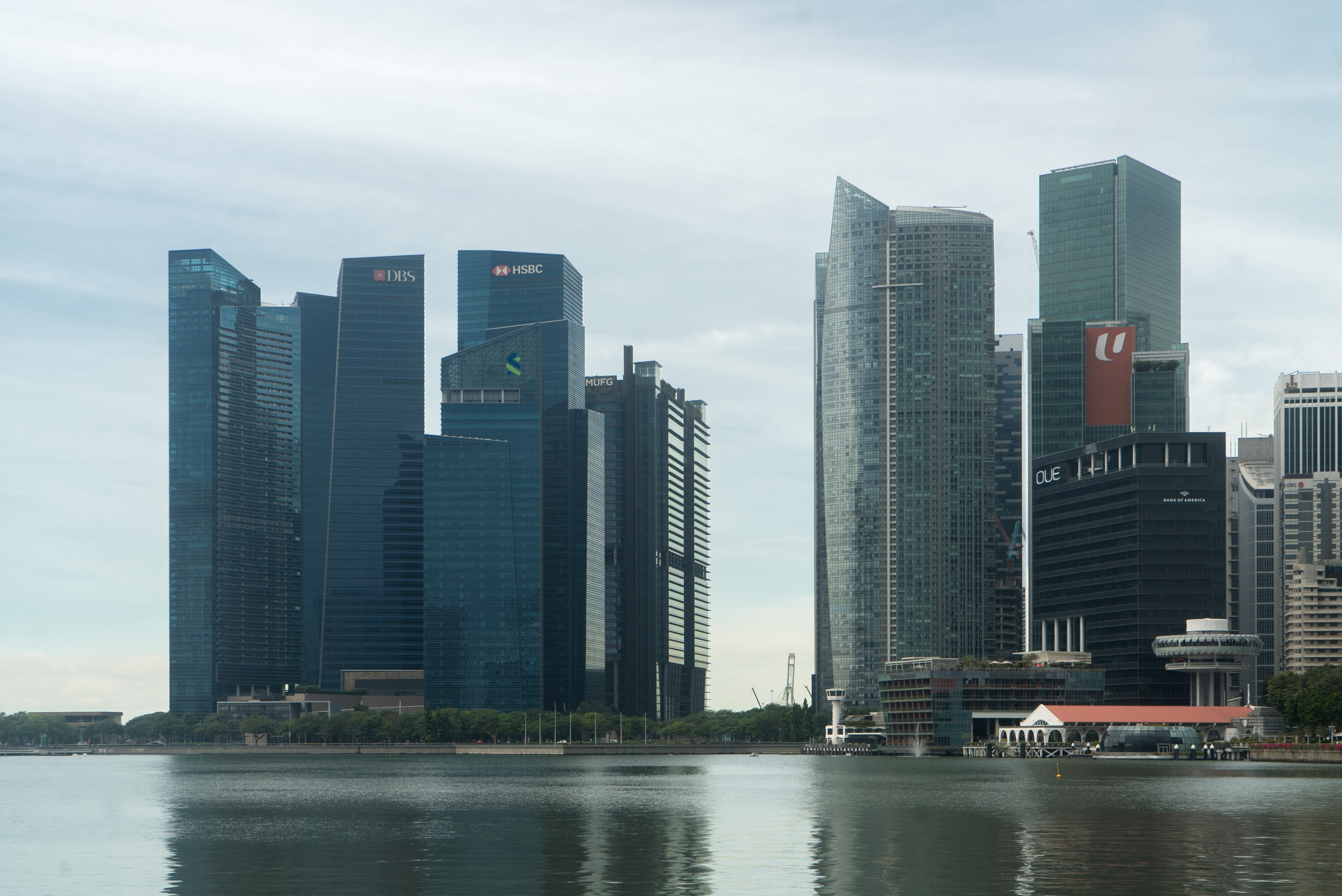
滙豐銀行新加坡總部位於濱海灣金融中心

滙豐銀行於1877年12月在新加坡哥烈碼頭開設第一間分行，以「The world's local bank」為口號。目前於新加坡有18間辦事處、11間分行，同時包括5間滙豐卓越理財中心及35部自動提款機。主力提供商業、投資、私人銀行、保險及信貸服務。並以品牌「online@hsbc」提供網上理財服務及24小時電話理財，以及新加坡唯一一家海外銀行容許客戶從QuickCash提取現金。

### 澳洲

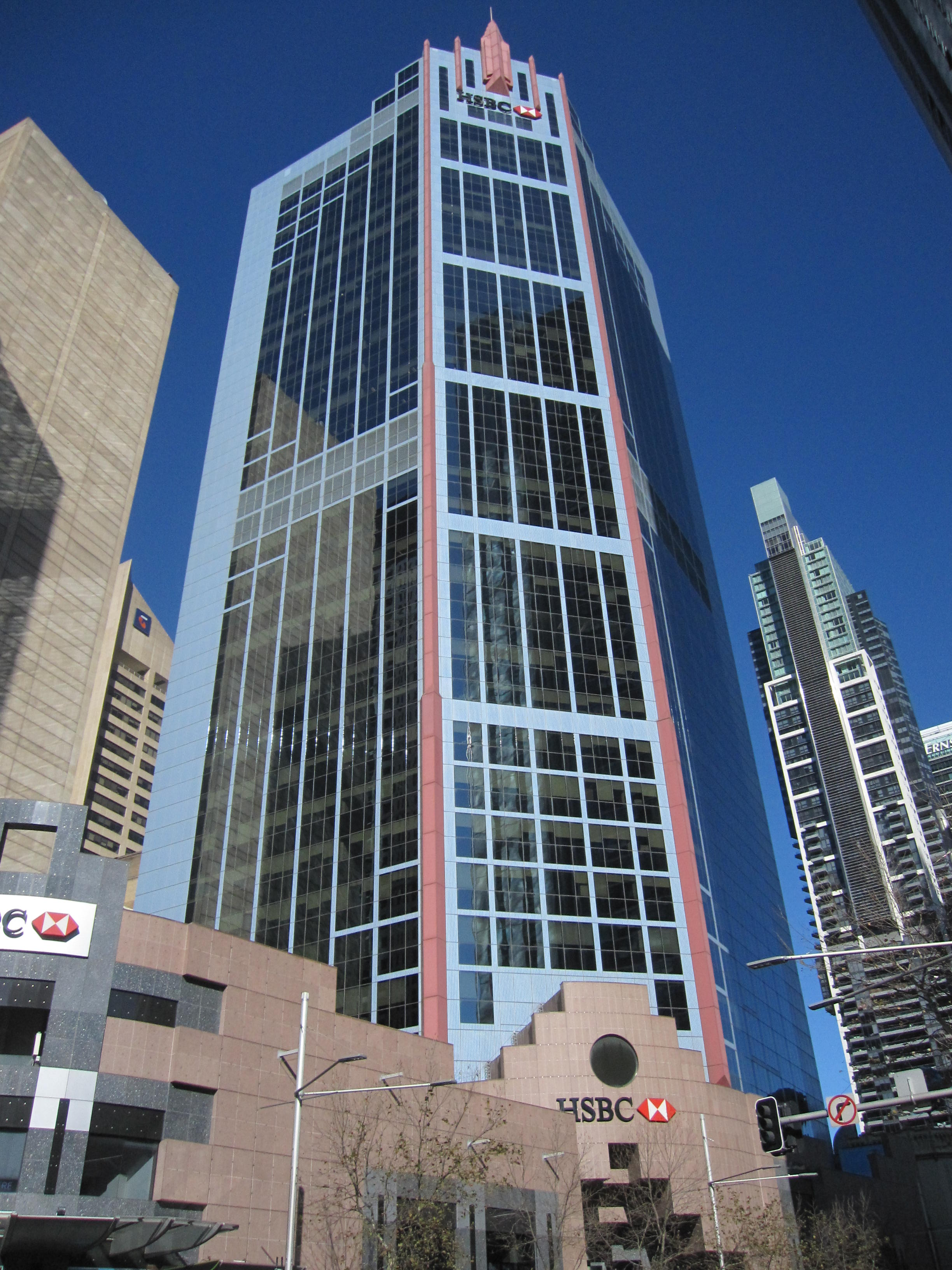
位於澳洲悉尼的滙豐中心

滙豐於澳洲業務由原属香港上海滙豐銀行的全資附屬公司澳洲滙豐銀行提供，總部位於澳洲悉尼，現時有35間分行。業務源自1965年開業的金融公司（HSBC Finance Company Limited），至1985年取得銀行牌照，1986年正式成立澳洲滙豐銀行。1991年汇丰改组后成为汇丰控股下属子公司，不再隶属香港上海汇丰银行。

### 菲律賓
滙豐銀行於1875年11月在菲律賓馬尼拉岷倫洛開設第一間分行。目前菲律賓滙豐以兩間公司名義經營：香港上海滙豐銀行有限公司及其附屬公司HSBC Savings Bank。前者有8間分行，後者則有16間分行。
滙豐銀行於菲律賓提供個人戶口、商業戶口、信用卡、保險等服務。滙豐於菲律賓亦設有online@hsbc品牌，作網上理財服務。於1994年之前，滙豐受當局對外資銀行的限制，一直未能擴大業務。1994年後，滙豐於菲律賓開始努力擴張。

### 朝鮮半島
滙豐銀行於1897年在濟物浦（现仁川）設立首個辦事處經營業務。在1984年，總部遷至首爾，之後擴展業務至仁川、大田及大邱。目前滙豐銀行於南韓設有11間分行及4間商業銀行服務中心，主要經營個人理財及商業銀行服務。
滙豐於南韓通過以下三間公司經營：
- HSBC Insurance Brokers (Korea) Limited
- HSBC Fund Services (Korea) Limited
- The Hongkong and Shanghai Banking Corporation Limited, Seoul

汇丰银行已于2014年关闭其韩国的分行，仅保留电话客户中心处理已有帐户事宜。

### 越南
滙豐銀行於1870年在西貢（胡志明市）開設第一個辦事處。1995年，滙豐於胡志明市開設第一間全面服務的分行。2005年，滙豐於河內開設第二間分行及於芹苴市設代表辦事處。
2007年7月6日，滙豐成功收購越南第三大股份制銀行-越南科技及商業股份銀行15%的股權。目前，滙豐是越南最大外資銀行。
2008年越南批准滙豐在越南境內開設全資經營的分行。

### 紐西蘭
滙豐銀行紐西蘭業務源於1995年開始的「HSBC Finance Company Limited」。目前滙豐於紐西蘭有5間分行，主力房屋貸款、信用卡、儲蓄、外幣、保險及私人銀行業務。
滙豐對紐西蘭華人客戶甚為重視，特別設立中文版網站，也是中華地區以外唯一使用「環球金融 地方智慧」作口號的地區，每間分行都有懂得說廣東話及普通話的職員。

### 印度
滙豐印度是印度的銀行及金融服務機構。經營範圍包括：銀行服務、投資銀行及資本市場、資產管理、人壽保險、軟件開發及環球服務中心。2008年，滙豐集團購入HSBC InvestDirect的大部分股權，從而擁有覆蓋全印度的零售經紀服務網絡。同年6月，滙豐又與印度兩大公營銀行合資開辦Canara HSBC Oriental Bank of Commerce Life Insurance Company。現時滙豐在印度的網絡包括：印度滙豐50間分行、HSBC InvestDirect的80間分行和147個專營服務點，以及在Canara HSBC Oriental Bank of Commerce Life Insurance Company（佔26%股權）的31間分行。
2010年7月2日收購蘇格蘭皇家銀行在印度的零售及商業銀行業務，渉及的組合於2010年3月31日的資產總值為18億美元。收購事項有待監管機構的批准，預期可於2011年上半年內完成。RBS在印度的零售及商業銀行業務現有110萬客戶關係，員工逾1,800人，以及31間分行。

### 孟加拉
1996年進入孟加拉開設首家分行，目前共有13個辦事處。
汶萊、印尼、日本、哈薩克、澳門、馬爾代夫、巴基斯坦、南非、斯里蘭卡及泰國等均有業務。另外在亞太地區以外的毛里裘斯、英國、美國、加拿大及德國墨西哥均設有分行，在巴哈馬、巴林以及馬來西亞亦設有離岸銀行部。

## 爭議與醜聞
雖然香港上海滙豐銀行是香港最大的註冊银行，具有相當的規模和知名度，惟公司過去涉及一些爭議事件，遭受批評。

## 主要附屬及聯營公司

### 附屬公司
- 恒生銀行有限公司（持有62.14%股權）
- 澳洲滙豐銀行有限公司
- 滙豐銀行（中國）
- 滙豐（台灣）商業銀行股份有限公司
- 滙豐儲蓄銀行（菲律賓）有限公司
- 滙豐金融服務（亞太）有限公司
- 滙豐保險集團（亞太）有限公司
- 滙豐投資管理（香港）有限公司
- 滙豐證券（亞洲）有限公司
- 滙豐信託（香港）有限公司
- 墨西哥HSBC有限公司
- 滙豐證券（日本）有限公司
- 滙豐證券經紀（亞洲）有限公司
- 滙豐金融服務（亞洲）有限公司及其附屬公司
- 滙豐前海證券（持有90.0%股權）

### 聯營公司
- 交通銀行（持有19.03%股權）
- 易辦事（香港）有限公司（持有38.66%股權）
- Barrowgate Limited（持有15.31%股權）
- 滙豐晉信基金管理有限公司（持有49.00%股權）

## 外部連結
- 香港上海滙豐銀行有限公司 （页面存档备份，存于） （英文）
- 滙豐台灣（中文）（英文）
- 滙豐澳門 （页面存档备份，存于）（中文）（英文）
- 滙豐新加坡 （页面存档备份，存于）（英文）